# Wil Bexterman

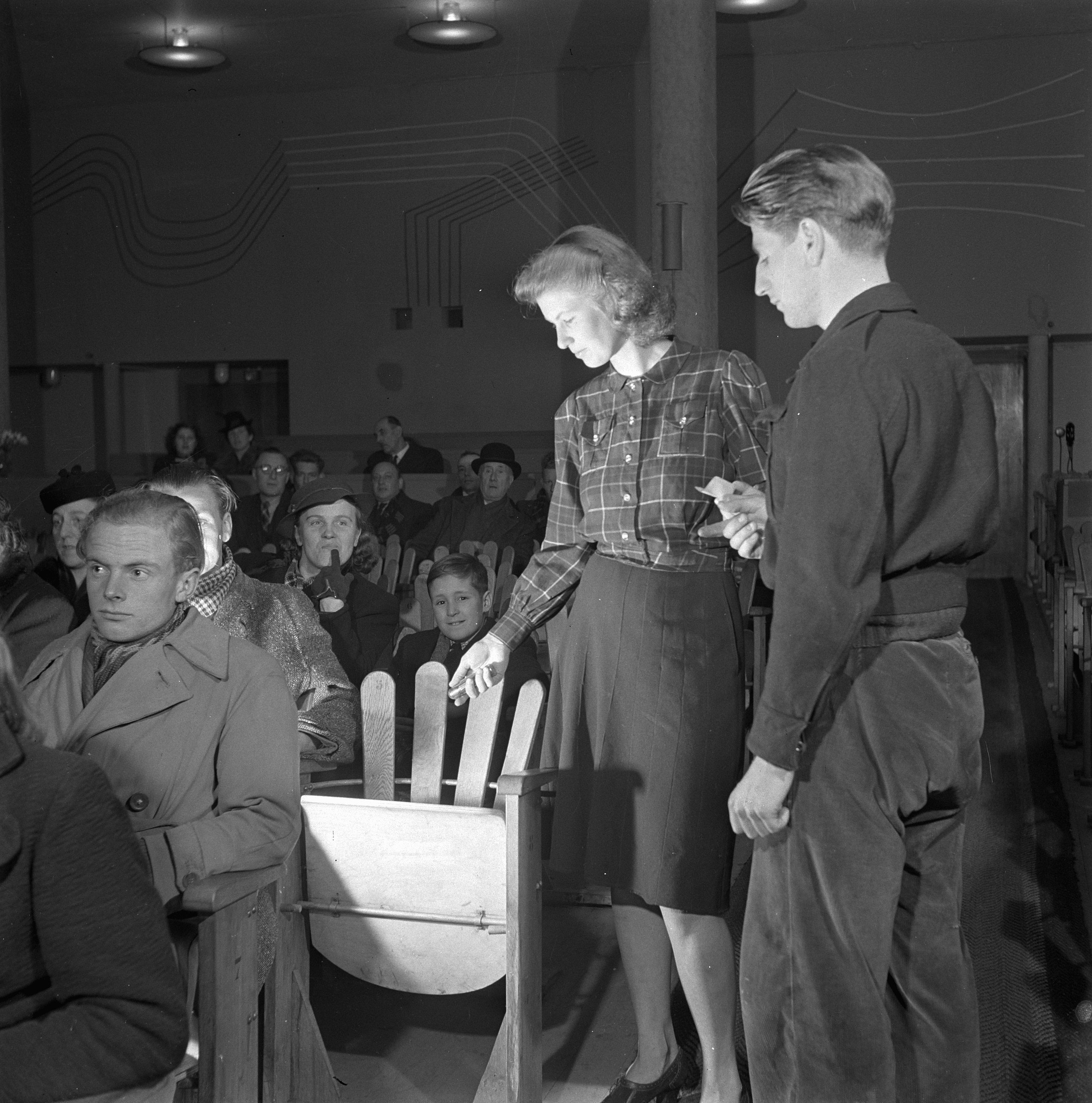
Kriterion 1945. Ouvreuse Wil Bexterman wijst Wouter van Zeytveld zijn plaats.

Wilhelmina Catharina (Wil) Bexterman (Surabaya, 9 april 1919 – Amsterdam, 1 maart 1977) was een deelneemster binnen de Nederlandse verzetsbeweging tijdens de Tweede Wereldoorlog.
Ze was dochter van Johan David Bexterman en Adriana Johanna van Wijk. Ze had zich verloofd met theologiestudent Gijs Gorter (1920-1945) met wie ze samen in het verzet zat. Zij overleefde de oorlog; hij werd op 8 maart 1945 gefusilleerd aan de Amsteldijk. Vanaf 1945 woonde ze enige tijd in de Roetersstraat (Stichting Onderlinge Studentensteun). In 1954 huwde ze met Willem Jacobus van Gulik (1921-1995) en ging wonen aan het Merwedeplein 29. Enkele huizen verderop woonde in de oorlog kortstondig de familie Frank (huisnummer 37).
Ze studeerde Engels (candidaatsexamen 1948) en werd al doende lid van de Amsterdamse Contactcommissie en de Amsterdamsche Vrouwelijke Studenten Vereeniging. Ze werkte op de achtergrond in het verzet. Zo was ze koerier, werkte voor de "Geheime Dienst" (aangestuurd vanuit Londen), bracht illegale zendapparatuur rond en registreerde Duitse radiopeilwagens en gaf die door aan het verzet.
Na de oorlog sprak ze eigenlijk nooit over haar verzetswerk. Ze werd vertaalster (W. van Gulik-Bexterman). Zelfs de briefwisseling tussen haar en Gorter bleef geheim; ze nam het mee in haar graf. 
Wil Bexterman was de zus van Elizabeth Margot Bexterman, die trouwde met verzetsman Wouter van Zeytveld.